# Бельгия на зимних Олимпийских играх 2014
Бельгия принимала участие в зимних Олимпийских играх 2014 года, которые проходили в Сочи с 7 по 23 февраля. Бельгия был представлена 7 спортсменами (3 мужчины и 4 женщины). Флаг Бельгии на церемонии открытия несла серебряный призёр летних Олимпийских игр 2008 года в Пекине в эстафете 4×100 м Ханна Мариен, которая в Сочи выступала в бобслее и заняла шестое место.
Бельгийцы усилиями конькобежца Барта Свингса были близки к своей первой медали на зимних Играх с 1998 года (и второй за последние 66 лет), однако на дистанции 5000 метров Барт стал четвёртым (1,13 сек отставания от бронзового призёра), а на дистанции 10 000 метров занял пятое место. Именно Свингсу была доверена честь нести флаг Бельгии на церемонии закрытия.
Рассчитывали бельгийцы и на успешное выступление сноубордиста Сеппе Смитса, чемпиона мира 2011 года в слоупстайле, однако Смитс не сумел пробиться в финал соревнований.
Бельгийцы имели также шесть квот (три мужских и три женских) в горнолыжном спорте, но решили не присылать спортсменов, так как шансов на медали у них не было.

## Состав и результаты

### Бобслей
Спортсменов — 2
Женщины
| Соревнование | Спортсмены                   | 1 заезд   | 1 заезд | 2 заезд   | 2 заезд | 3 заезд   | 3 заезд | 4 заезд   | 4 заезд | Итоговый результат | Итоговое место |
| Соревнование | Спортсмены                   | Результат | Место   | Результат | Место   | Результат | Место   | Результат | Место   | Итоговый результат | Итоговое место |
| ------------ | ---------------------------- | --------- | ------- | --------- | ------- | --------- | ------- | --------- | ------- | ------------------ | -------------- |
| Двойки       | Элфье Виллемсен Ханна Мариен | 57,92     | 4       | 58,02     | 4       | 58,33     | 8       | 58,30     | 7       | 3:52,57            | 6              |

### Конькобежный спорт
Спортсменов — 2
Мужчины
| 1000 метров   | Барт Свингс | 1:45,95  | 10 |
| 1500 метров   | Барт Свингс | 1:10,14  | 23 |
| 5000 метров   | Барт Свингс | 6:17,79  | 4  |
| 10 000 метров | Барт Свингс | 13:13,99 | 5  |

Женщины
| 1500 метров | Елена Петерс | 1:59,73 | 20 |
| 3000 метров | Елена Петерс | 4:10,87 | 12 |

### Сноуборд
Спортсменов — 1
Слоупстайл
| Соревнование | Спортсмен   | Квалификация | Квалификация | Квалификация | Квалификация | Полуфинал | Полуфинал | Полуфинал | Финал                 | Финал                 | Финал                 | Итоговое место |
| Соревнование | Спортсмен   | Заезд        | 1 спуск      | 2 спуск      | Место        | 1 спуск   | 2 спуск   | Место     | 1 спуск               | 2 спуск               | Место                 | Итоговое место |
| ------------ | ----------- | ------------ | ------------ | ------------ | ------------ | --------- | --------- | --------- | --------------------- | --------------------- | --------------------- | -------------- |
| Мужчины      | Сеппе Смитс | 2            | 88,25        | 91,00        | 5            | 77,50     | 84,50     | 5         | Завершила выступление | Завершила выступление | Завершила выступление | 13             |

### Фигурное катание
Бельгия квалифицировала 1 участника:
- Мужское одиночное катание — 1 место квоты

| Соревнование              | Спортсмен      | Короткая программа | Короткая программа | Произвольная программа | Произвольная программа | Всего        | Всего |
| Соревнование              | Спортсмен      | Сумма баллов       | Место              | Сумма баллов           | Место                  | Сумма баллов | Место |
| ------------------------- | -------------- | ------------------ | ------------------ | ---------------------- | ---------------------- | ------------ | ----- |
| Мужское одиночное катание | Йорик Хендрикс | 72,52              | 16'                | 141,52                 | 15                     | 214,04       | 16    |

### Фристайл
Спортсменов — 1
Хафпайп
| Соревнование | Спортсменка | Квалификация | Квалификация | Квалификация | Квалификация | Финал                | Финал                | Финал                | Финал                |
| Соревнование | Спортсменка | 1 попытка    | 2 попытка    | Лучшая       | Место        | 1 попытка            | 2 попытка            | Лучшая               | Место                |
| ------------ | ----------- | ------------ | ------------ | ------------ | ------------ | -------------------- | -------------------- | -------------------- | -------------------- |
| Женщины      | Катрин Артс | 51,40        | 54,40        | 54,40        | 17           | Завершил выступление | Завершил выступление | Завершил выступление | Завершил выступление |